# Радча (Івано-Франківський район)
Ра́дча — село в Україні, у Івано-Франківському районі Івано-Франківської області. Входить до складу Івано-Франківської міської громади.

## Розташування
Радча розташована за 7 км на південь від центру Івано-Франківська. Пряма дорога до Івано-Франківська через вулицю Пушкіна (тепер В. Чорновола) була перекрита в кінці 1940-х через розширення летовища. Наразі дістатися села можна через Крихівці, Драгомирчани або села Опришівці й Чукалівка. Найближче до Радчі розташоване село Іваниківка. Радча народно розділена на декілька районів — Горішня та Долішня. Тобто Долішня це західна частина, де в основному рівна долина, Горішня це східна частина, де село географічно вище.

### Географічні відомості
Радча знаходиться в басейні Бистриці Надвірнянської, на обох берегах її притоки Похівки. На заході проходить вододіл між басейнами річок Бистриці Надвірнянської та Бистриці Солотвинської. За 1 км на схід протікає річка Горохолина.
Село розташоване на горбистій місцевості в Прикарпатському прогині, на межі Східноєвропейської рівнини та Карпат, на височині 290 м над рівнем моря. Із села видно Карпати, а незначні поштовхи від землетрусів (2-4 бали) іноді досягають цієї території, проте шкоди не завдають.
Клімат помірно-континентальний, з м'якими зимами (-5°C) і теплим літом (+18°C). Взимку можливі короткочасні зниження температури до -25°C, а влітку – підвищення до +30°C через вплив антициклонів. Опадів випадає 600-700 мм на рік, найбільше в липні (до 130 мм), найменше в лютому (30 мм).
Село розташоване в зоні лісостепу, де ліси майже знищені й перетворені на сільськогосподарські угіддя. На північний захід за 2 км від центру села розташований ліс Помірки. Грунти дерново-підзолисті, суглинисті, важкі, потребують удобрення, але дають добрі врожаї пшениці, льону та цукрового буряка.

Генеральний план села Радча[6]

## Історія
Дослідники-краєзнавці П. Сіреджук та професор Івано-Франківського університету імені В. Стефаника В. Грабовецький стверджують, що село Радча вперше згадується в історичних документах 1606 року.
Мовознавець Д. Бучко пояснює, що Радчу, як і сусіднє село Іваниківка, заснував сандомирський воєвода Олександр Конецпольський між 1641 і 1669 роками. За його твердженням, назва Радча (в деяких документах — Радче) походить від особової назви Радко з суфіксом -йе. Особова назва Радко є відкомпозитивним деривативом давньослов'янського імені з елементом Рад-, -рад: Радивон, Радомиль, Радомирь, Драгора тощо.
В архівних документах зустрічаються різні дати заснування Радчі. 1606 рік слід вважати роком початку існування села як адміністративної одиниці в Королівстві Польському. Звісно, село не могло сформуватися як поселення певної групи людей за один рік і відразу стати адміністративною одиницею. Цей процес тривав тривалий період, однак науково довести це неможливо через відсутність архівних документів.
Проте серед радчанців з покоління в покоління передавалися розповіді про заснування села та походження його назви. З цих розповідей ми дізнаємося, що Радча в давнину була розташована не на тій території, де вона існує нині.
На захід від сучасного села, на відстані близько трьох кілометрів, протікає річка Радчанка. Це приблизно півкілометра на схід від сучасного селища Лисець. Тут, біля берегів Радчанки, ще за княжих часів було невелике поселення русичів, приблизно 30 хат. Поселення розміщувалося біля шляху, що вів із Галича на Угорщину через Богородчани, Надвірну, Яремче, Яблуницький перевал. Тут стояла митна рада, що збирала мито з купців, які везли товар з Угорщини в Галич чи навпаки. Охороняли митницю княжі воїни, які також жили в поселенні. Звали цих воїнів ратичами, що походить від слова «рать» (воїн, воїнство), а основним видом зброї у них було ратище. Весь загін воїнів звався радчою охороною. Оскільки в поселенні жили члени митної ради і радчої охорони, село й назвали Радча. Сьогодні поле біля річки Радчанки, де, за переказами, містилося село, має назву Радчі (вимовляється Ратчі), що близько до назви Радча.
Через певний час жителі Радчі почали переселятися в інше місце — в непрохідні ліси, за три кілометри на схід, і осіли біля річки Похівчанка. Про це свідчать грубі дубові колоди, що ще й нині з’являються на поверхні ґрунту, розмитого водою під час повені. Спочатку переїжджали ті сім'ї, які не були пов'язані з митницею.
За народним переказом, причинами переселення були маловодність Радчанки та забруднена вода, від якої хворіли люди й тварини, оскільки вона протікала через болотисту місцевість у лісі Мочари. Другою причиною було те, що жити біля торгового шляху було небезпечно, адже по ньому часто проїжджали військові загони, зокрема татаро-монгольські наїзники. Десь наприкінці XVI століття татаро-монголи напали на поселення й зруйнували його. Ті жителі, що врятувалися від нападників, також поселилися біля Похівки, неподалік від місця, де раніше осіли їхні односельці. Нові поселенці зберегли стару назву Ратчі (за місцевою говіркою), а літературна назва — Радча, рідше Радче.
Спочатку радчанці займалися полюванням на звірів та птицю, яких у непрохідних лісах було багато, ловлею риби в річках Похівці й Горохолині. Одночасно вони розводили худобу та свійську птицю, розчищали лісові ділянки і вирощували на них різні сільськогосподарські культури.

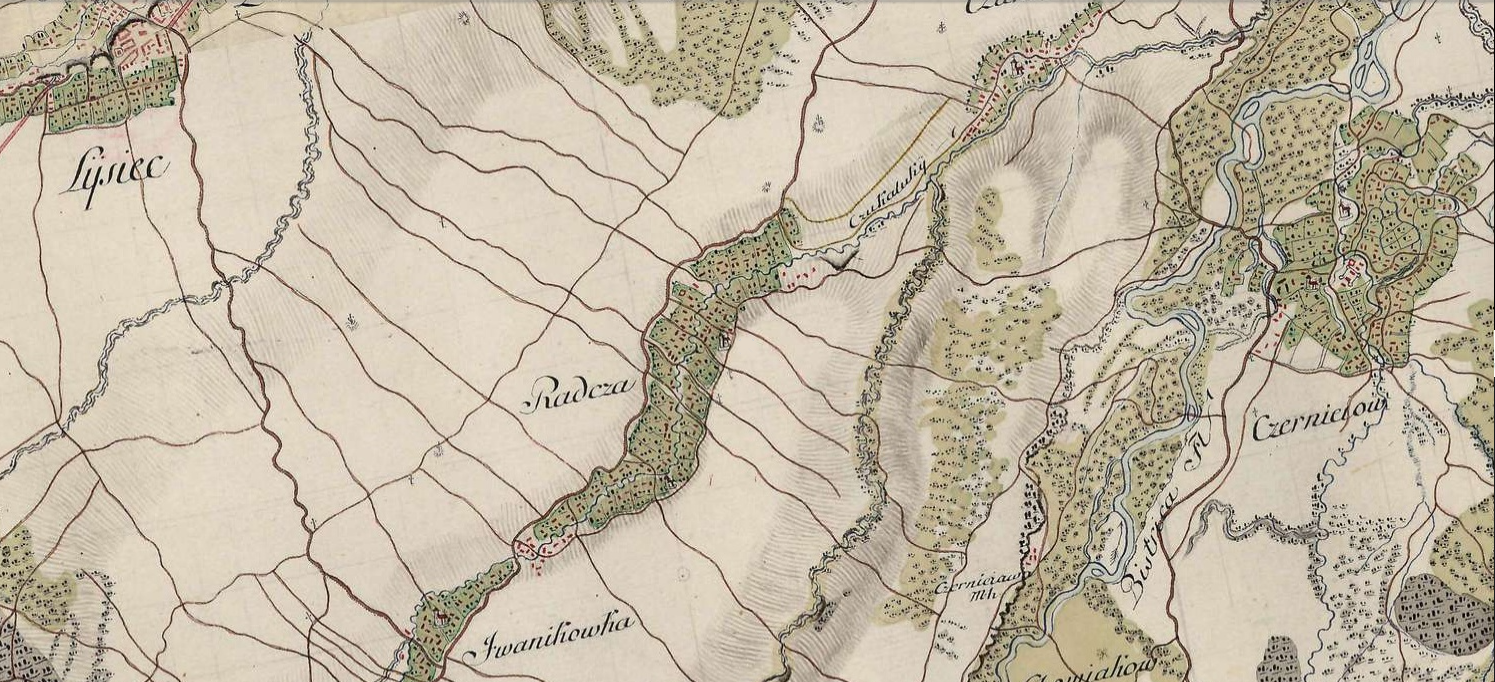
Перше детальне зображення Радчі мапі 1779-1783 рр. Фрідріха фон Міґа

### Герб
В зеленому щиті з облямівкою, перетятою лазуровим і золотим, поверх усього трі срібні вежі із золотими хрестами, обтяжені золотими літерами "1384".

## Радчанськахоровакапела
Пісня з давніх-давен вона була єдиною розрадою для односельців у важкі часи. Пісня супроводжує людину з моменту народження до останніх хвилин життя. Мати, схилившись над колискою, присипляла немовля, виливаючи свою радість, тугу чи горе в піснях.
Співали пастухи в полі, селяни під час жнив, на вечорницях і весіллях. У селі можна було почути сумні, жартівливі, обрядові та історичні пісні. Жодне свято не проходило без пісні. Особливо приємно чути дзвінкоголосу пісню теплого погожого вечора з ранньої вести до пізньої осені. Збиралися гурти парубків та дівчат на вулицях або на леваді, і раптом хтось починав співати, до нього приєднувалися всі, і вся село лунала українська народна пісня.
Радча славилася хоровим співом. У той час, коли парохом був Е. Січинський, до села часто приїжджав його двоюрідний брат, композитор і диригент Денис Січинський, який запалив любов до хорового мистецтва в односельців. Перший чоловічий хор заснував священик Стернюк Остап, організувавши мішаний церковний хор ще у 1934 році. У репертуарі були як церковні, так і світські пісні, зокрема «Ой наїхали вози з України» — Микола Леонтович.
Після висвячення Остапа Стернюка, хор залишився без диригента, але в 1936 році односелець Василь Шиптур, випускник дяківської школи, заснував чоловічий хор при читальні «Просвіти», який складався з 24 учасників, серед яких були Федір Остап'як, Михайло Луканюк та інші. У репертуарі хору звучали «Заповіт» Тараса Шевченка і «За рідний край».
Радчанський чоловічий хор здобув популярність не лише в селі, а й за його межами, часто виступаючи в Станиславові, сусідніх селах і на святкуваннях, організованих «Просвітою». У 1939 році хористи взяли участь у поминальній панахиді біля могили січових стрільців.
Хор продовжував діяльність під час першої більшовицької окупації (1939-1941), виконуючи пісні для «визволителів» за вимогою нової влади. У 1940 році вони брали участь у концерті на честь 1 Травня, а весною 1941 року мали виступати в Москві, але цьому завадила війна.
31 липня 1942 року, до 100-річчя від дня народження Миколи Лисенка, у Львові проходив Перший крайовий конкурс хорів. Чоловічий хор Радчі був серед 26 обраних колективів і виконував твори Миколи Лисенка, зайнявши дев'яте місце.
Під час німецької окупації хор викликав інтерес ОУН-УПА. У 1943 році, коли формувалася дивізія СС «Галичина», керівництво ОУН рекомендувало хору не брати участь у святі, що стосувалося цієї події. Хор не поїхав до Станиславова, а щоб уникнути покарання, Василь Шиптур пояснював цю відмову різними причинами.
Пізніше в 1943 році хор мав виступити перед вояками УПА, але фронт наближався, що змусило відкласти цей план.
У 1955 році лікар Богдан Волосянко організував чоловічий хор при районному Будинку культури. Богдан Шиптур і вчитель Микола Павликівський допомогли створити хор у Радчі, відновивши його славне минуле. Новим керівником став Б. Волосянко, який досяг значних успіхів у мистецтві.
У 1956 році хор здобув третє місце на республіканському конкурсі, отримавши звання «народна самодіяльна хорова капела». Протягом наступних років колектив здобув численні нагороди, зокрема у 1960 році на конкурсі академічних хорів.
Виступи капели за радянських часів були визнані, і вони отримували різноманітні нагороди, зокрема Почесну Грамоту Президії Верховної Ради УРСР у 1965 році. Капела здобула популярність, виступаючи на телебаченні, зокрема у фестивалі «Сонячні кларнети» у 1988 році.
Протягом всього свого існування, радчанська заслужена хорова капела не лише зберігала традиції українського хорового мистецтва, а й популяризувала його на різних рівнях, залишаючи незабутні враження у слухачів.

## Населення
Згідно з архівними даними, населення Радчі зросло з 755 осіб у 1832 році до 3300 у 2022-му. Епідемії, такі як чума і холера, значно вплинули на демографічний ріст, зокрема в червні-липні 1831 року від холери померло 37 жителів. Під час Першої та Другої світових воєн кількість населення також зменшувалась. Наприклад, у 1913 році село налічувало 1642 жителі, а в 1925 — 1633. До 1940 року населення зросло до 2245, проте в 1958 році скоротилося до 1976.
З книги "Спис Парохіян села Радча" (1930–1944) відомо, що смертність серед дітей була високою через відсутність медичної допомоги та матеріальну скруту. З десяти дітей виживало лише одне-двоє.
Радча переважно українське село, до 1944 року в ньому жили три єврейські сім'ї та кілька польських. Євреїв нацисти відправили до Станиставівського гетто, де їх стратили, а поляки виїхали після війни до Польщі.
Основним заняттям мешканців було сільське господарство, зокрема торгівля продукцією в Станиславові. З прізвищ, які зустрічаються в архівних документах, до сьогодні збереглися такі як: Бриндзей, Борин, Вацеба, Ганчак, Демчук та інші. Проте деякі прізвища зникли, наприклад, Андріїв, Боруха, Василів.
Після війни багато мешканців працювали в містах, здобували нові професії: будівельника, тракториста, водія. Станом на 1963 рік у селі проживало 2610 осіб, з яких 1468 працездатних.
| Рік  | Українці | Поляки | Євреї | Всього жителів |
| ---- | -------- | ------ | ----- | -------------- |
| 1832 | 755      | -      | -     | 755            |
| 1857 | 984      | -      | -     | 984            |
| 1858 | 993      | -      | -     | 993            |
| 1882 | 1184     | -      | -     | 1184           |
| 1889 | 1220     | -      | -     | 1220           |
| 1890 | 1250     | 7      | 19    | 1277           |
| 1893 | 1256     | 38     | 25    | 1319           |
| 1895 | 1256     | 38     | 25    | 1319           |
| 1897 | 1286     | 38     | 25    | 1349           |
| 1900 | 1315     | 20     | 21    | 1356           |
| 1902 | 1386     | 21     | 31    | 1438           |
| 1903 | 1394     | 24     | 30    | 1448           |
| 1907 | 1470     | 17     | 23    | 1510           |
| 1911 | 1486     | 7      | 20    | 1513           |
| 1913 | 1601     | 20     | 21    | 1642           |
| 1925 | 1600     | 10     | 23    | 1633           |
| 1929 | 1686     | 11     | 23    | 1720           |
| 1934 | 2037     | 17     | 16    | 2070           |
| 1939 | 2213     | 17     | 15    | 2245           |
| 1958 | 1976     | -      | -     | 1976           |
| 1963 | 2160     | -      | -     | 2160           |
| 1970 | 2563     | -      | -     | 2563           |
| 1979 | 2949     | -      | -     | 2949           |
| 1987 | 2890     | -      | -     | 2890           |
| 1990 | 2891     | -      | -     | 2891           |
| 1991 | 3119     | -      | -     | 3119           |
| 1992 | 2965     | -      | -     | 2965           |
| 1993 | 2961     | -      | -     | 2961           |
| 1994 | 3002     | -      | -     | 3002           |
| 1995 | 2965     | -      | -     | 2965           |
| 1996 | 2981     | -      | -     | 2981           |
| 1997 | 2977     | -      | -     | 2977           |
| 1998 | 2993     | -      | -     | 2993           |
| 1999 | 3040     | -      | -     | 3040           |
| 2022 | 3300     | -      | -     | 3300           |

### Демографічна ситуація

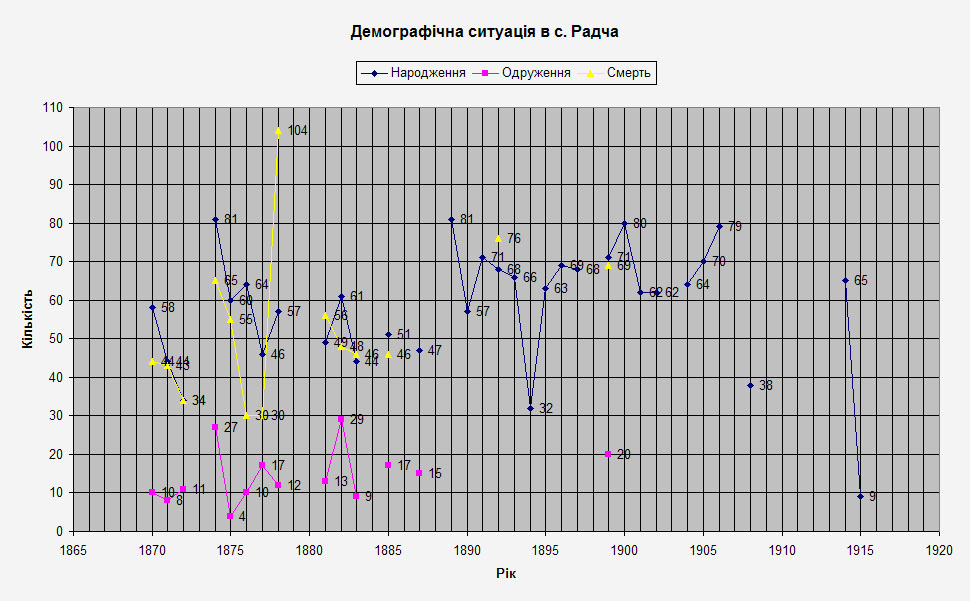
Діаграма народжень, одружень та смертей греко-католицького населення в с. Радча за 1870—1915 рр.(Джерело: ДАІФО)

### Мова
| Мова       | Кількість | Відсоток |
| ---------- | --------- | -------- |
| українська | 3054      | 99.74%   |
| російська  | 6         | 0.20%    |
| білоруська | 1         | 0.03%    |
| вірменська | 1         | 0.03%    |
| Усього     | 3062      | 100%     |

## Народились
- Вацеба Григорій Васильович (1917—1951, с. Ловаги) «Бродич», «Сулима», «Варнак», «Орлов» — керівник Станиславівського, Галицького, Надвірнянського надрайонових проводів ОУН, заступник керівника Калуського окружного проводу ОУН.[14][15]
- Романишин Євген Іванович (* 1945) — відомий галичанин, лікар вищої категорії, заслужений лікар України, член НСЖУ, полковник Українського козацтва, голова ГО "Коло Старійшин Івано-Франківщини".[16]
- Шептур Іван Володимирович (1991—2022, околиці с. Гусарівка) — солдат ЗСУ, учасник російсько-української війни.[17]
- Цюцяк Роман Богданович (1992—2023, околиці м. Бахмут) — історик та солдат ЗСУ, учасник російсько-української війни.[18]
- Остап'як Андрій Миколайович (1982—2024, Луганська область) — солдат ЗСУ, учасник російсько-української війни.[19]
- Яцків Віктор Мирославович (1983—2024, с. Іванівка) — солдат ЗСУ, учасник російсько-української війни.[20]
- Струк Андрій Ігорович.  (1981—2024, околиці м. Краматорськ) — солдат ЗСУ, учасник російсько-української війни.[21]
- Фуштей Іван Іванович (1973—2024, Покровський напрямок) — солдат ЗСУ, учасник російсько-української війни.[22]
- Демчук Роман Васильович (1998—2025) — солдат ЗСУ, учасник російсько-української війни.[23]
- Луканюк Микола Васильович (1972—2025) — солдат ЗСУ, учасник російсько-української війни.[24]

## Світлини

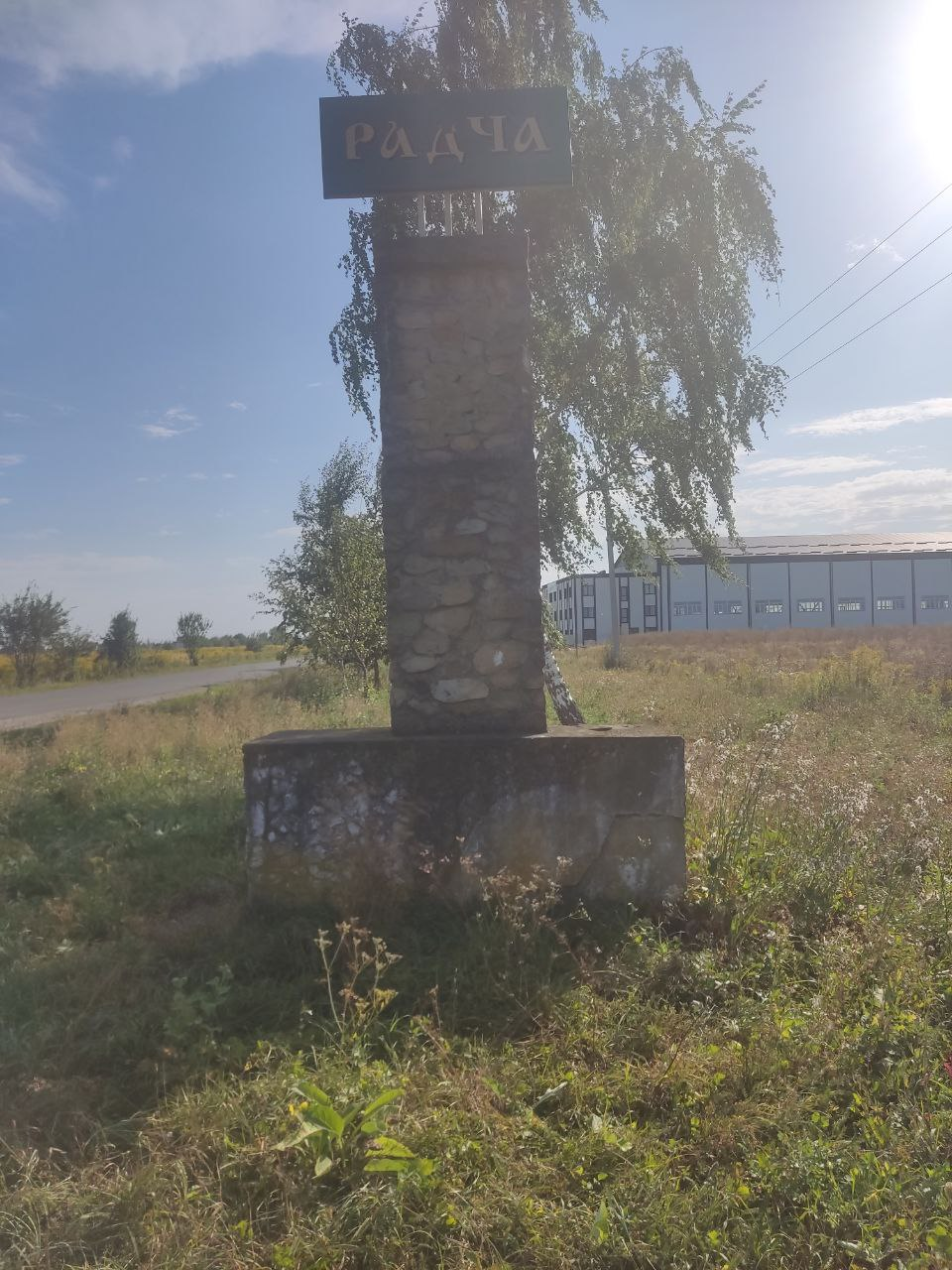
Знак в'їзду у село
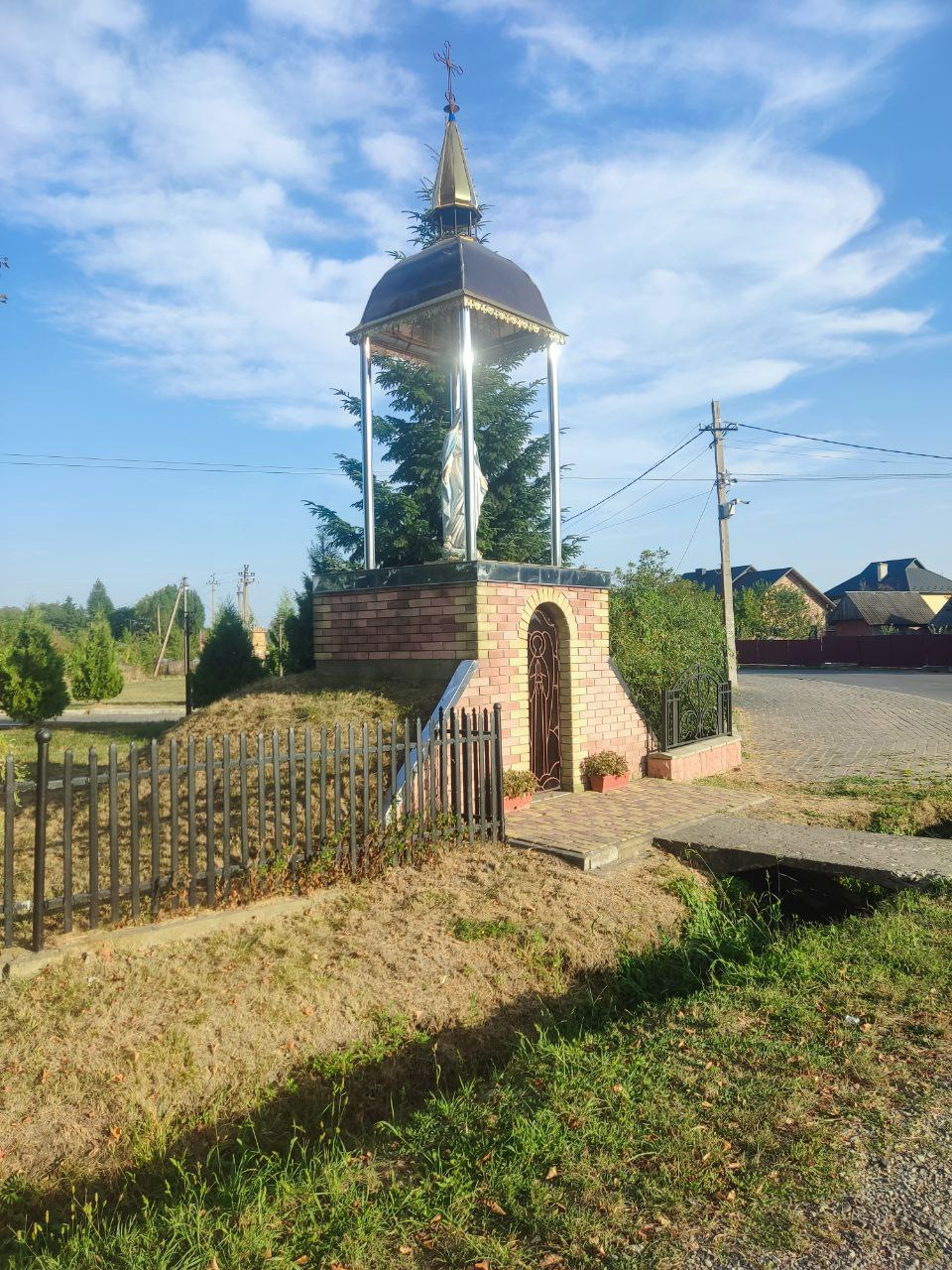
Капличка та фігура божої матері
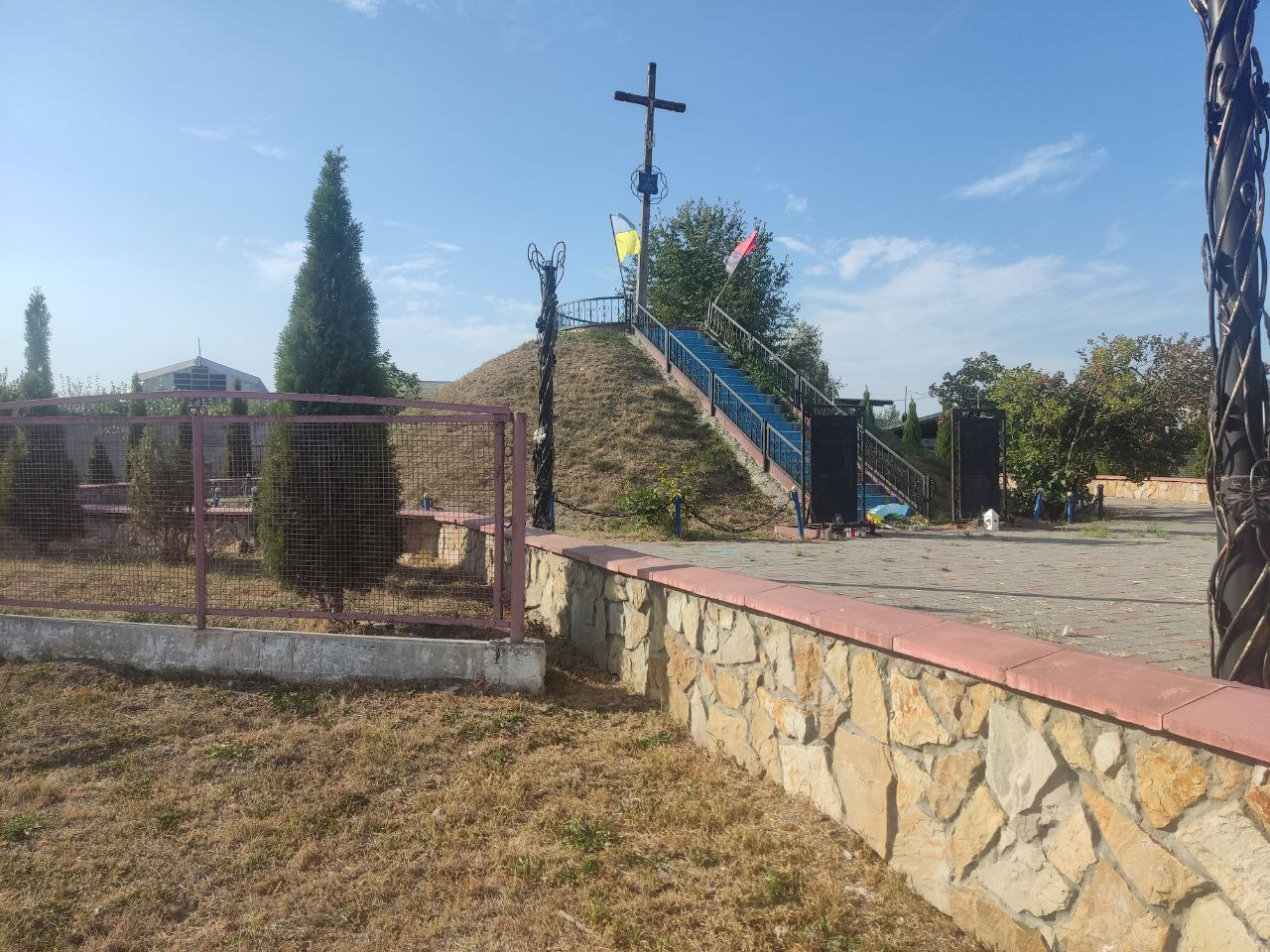
Пам'ятник захистникам України
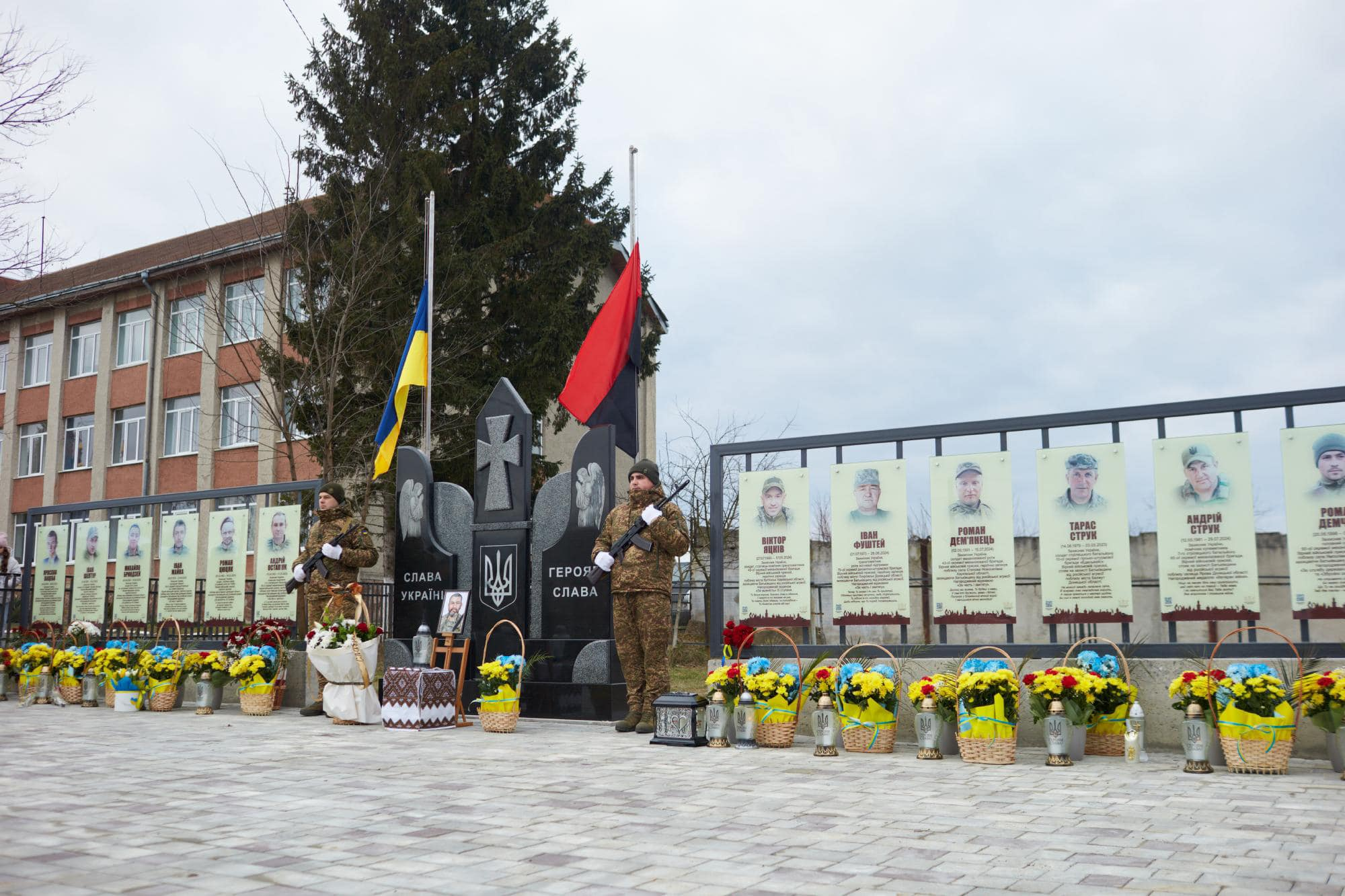
Меморіальний комплекс загиблим військовим
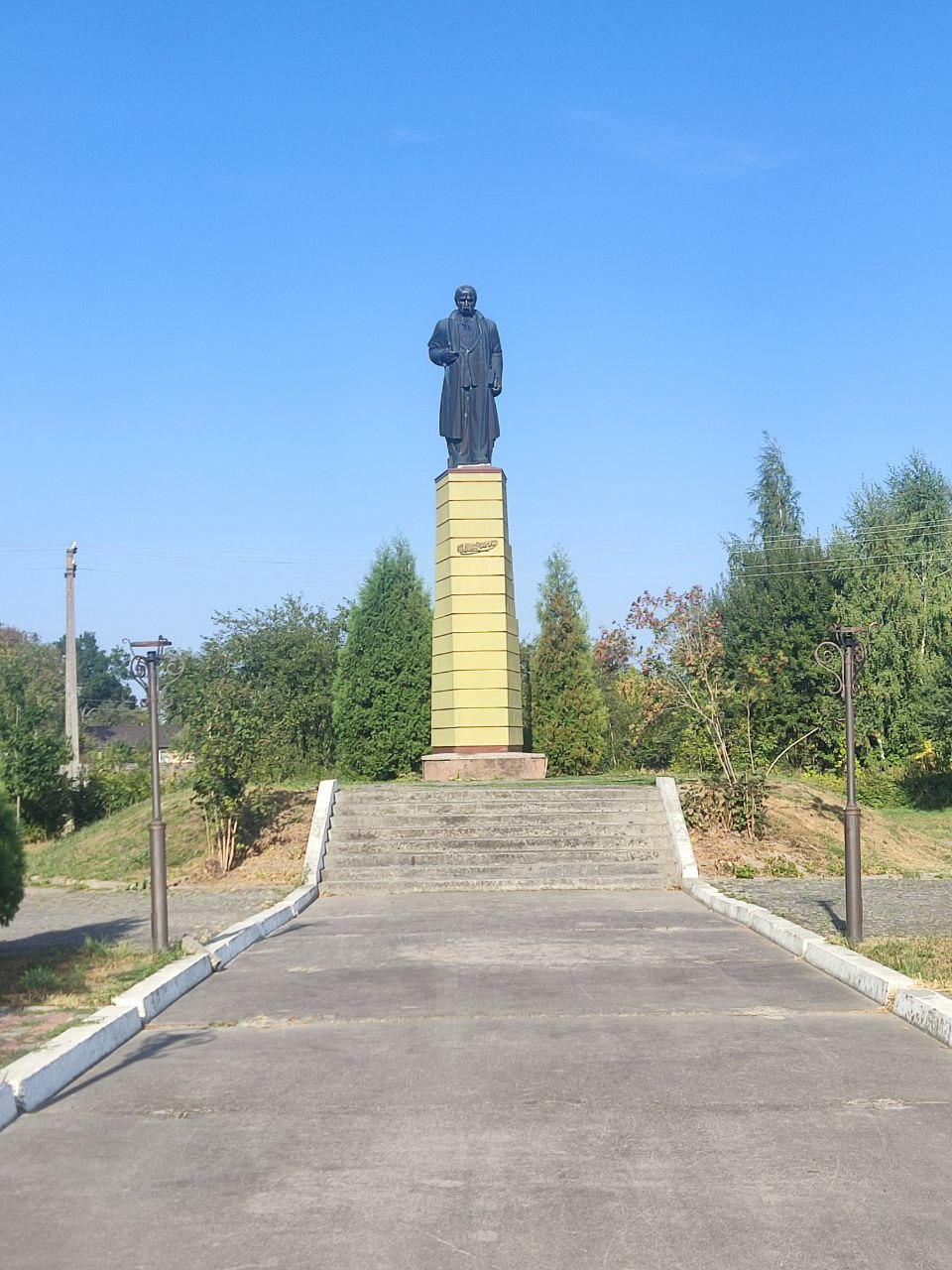
Пам'ятник Тарасу Шевченку
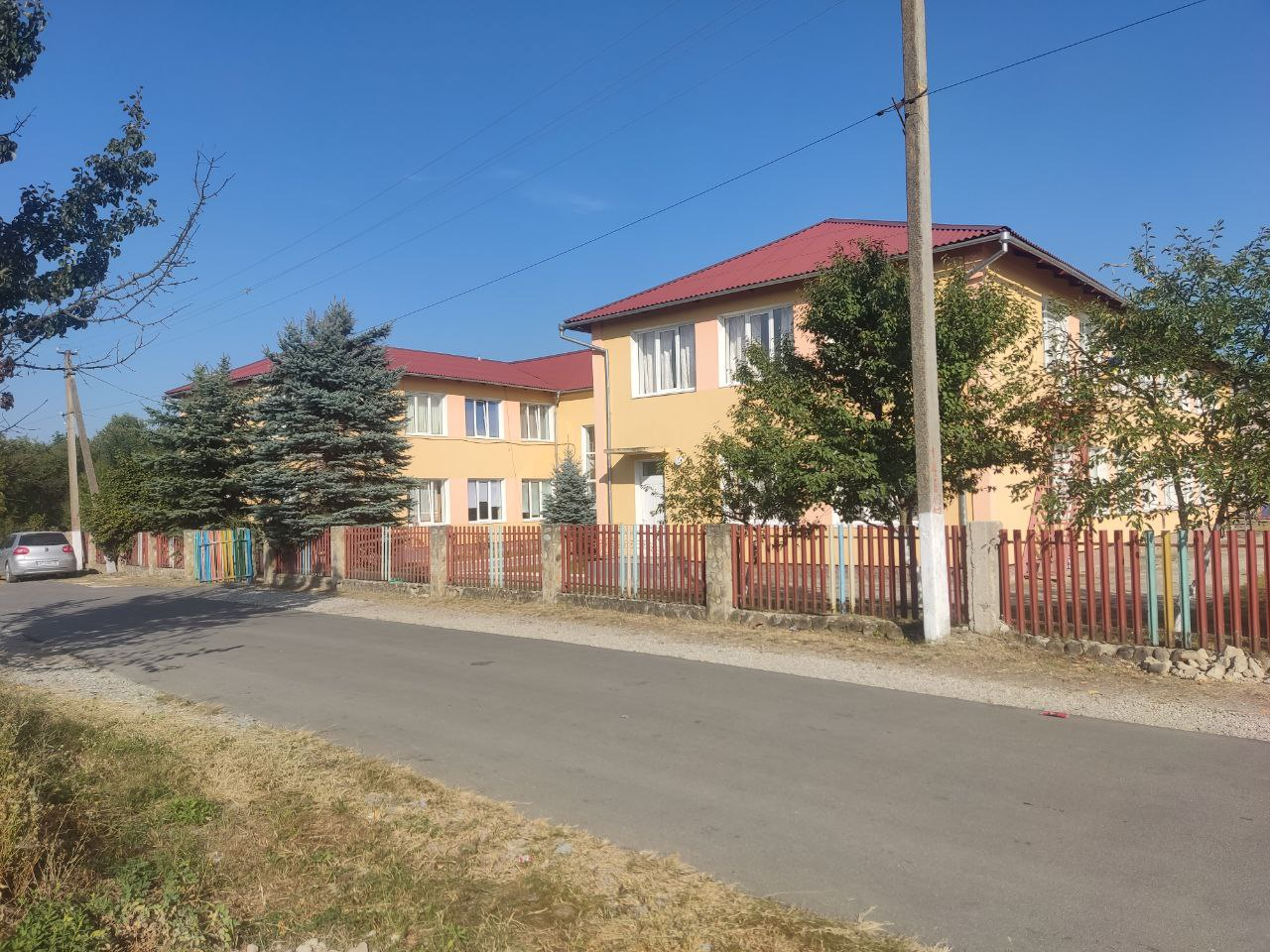
Дитсадок «Червона Шапочка»
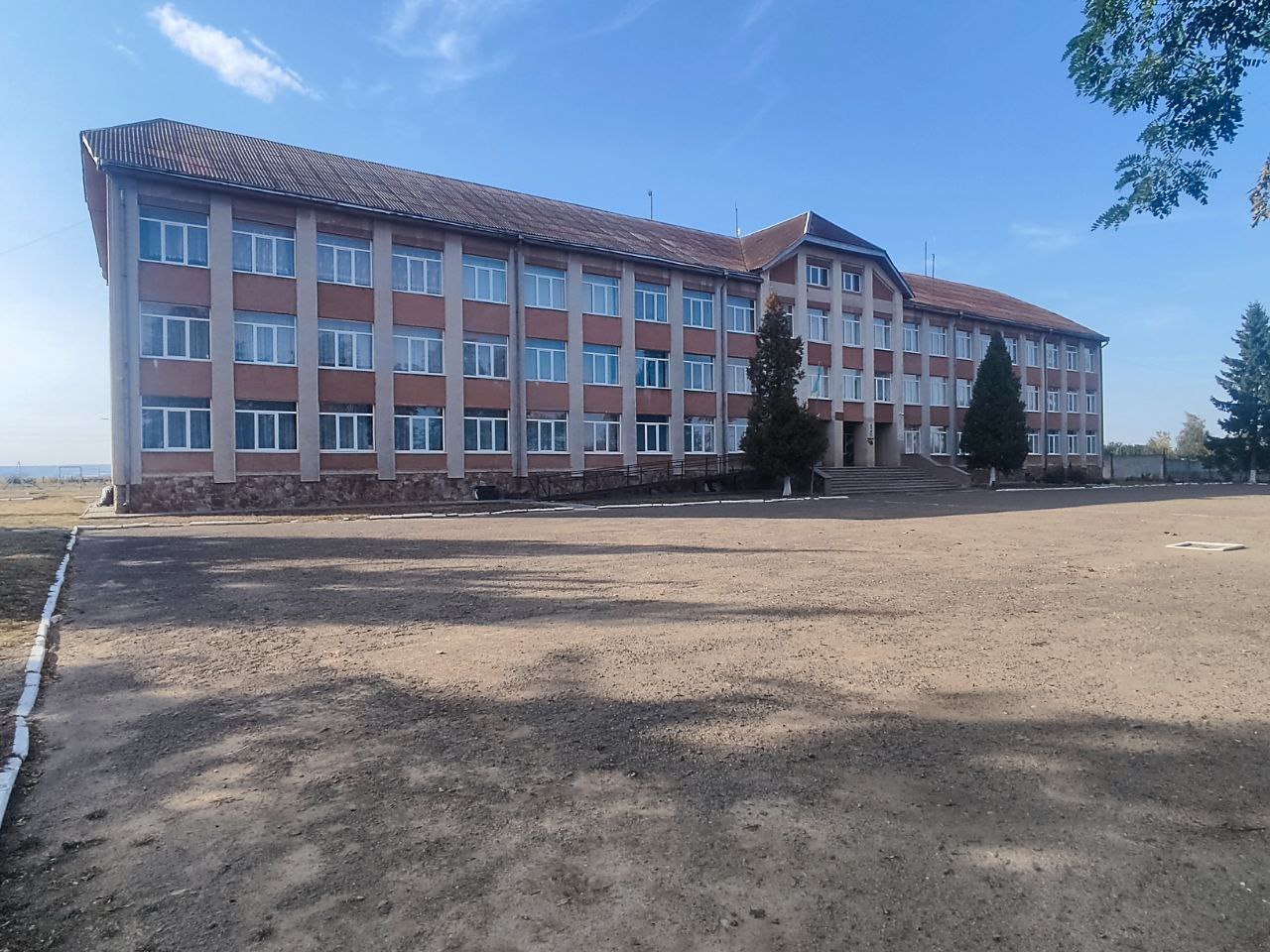
Радчанський ліцей
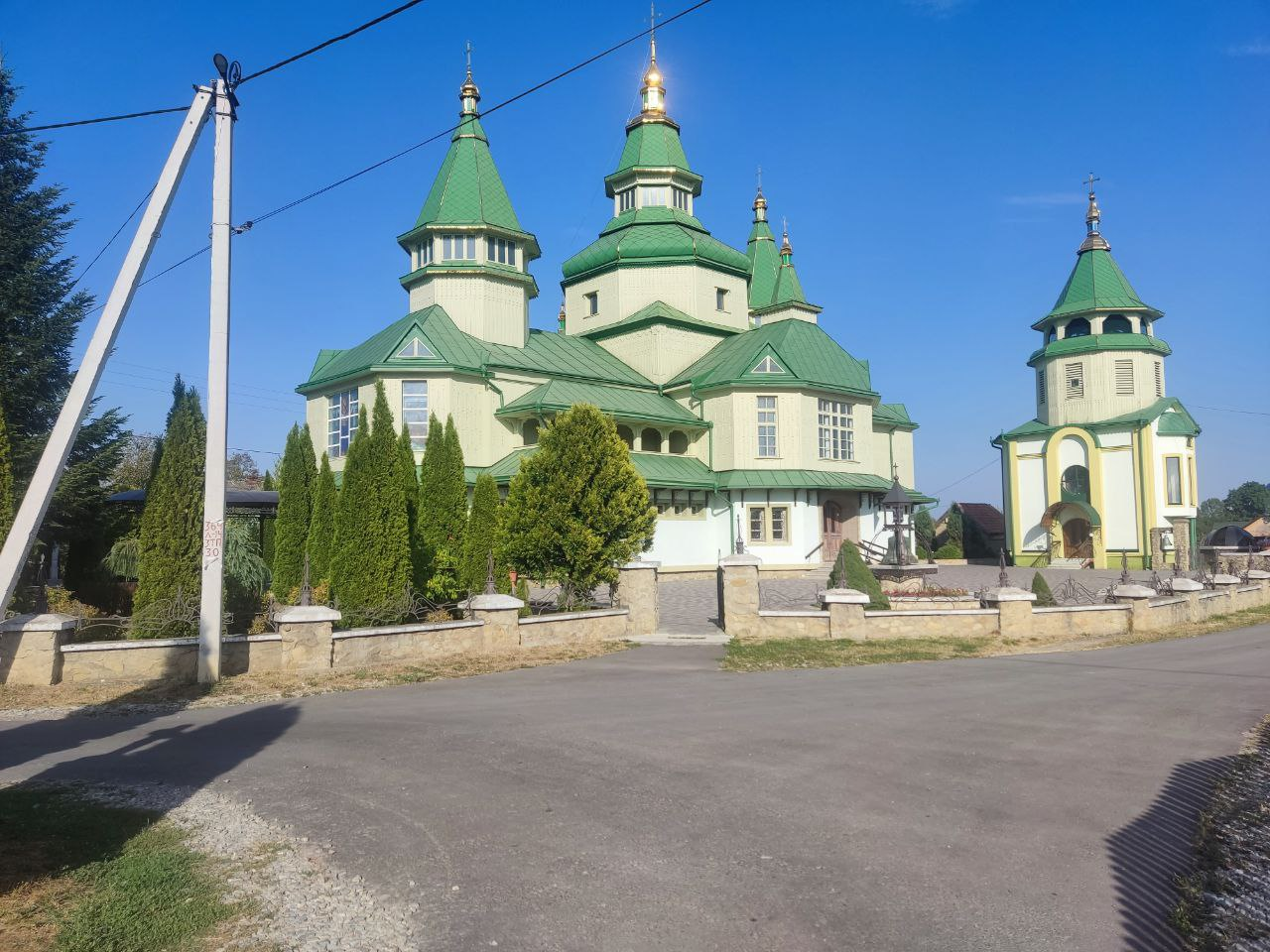
Церква Покрови Божої Матері УГКЦ
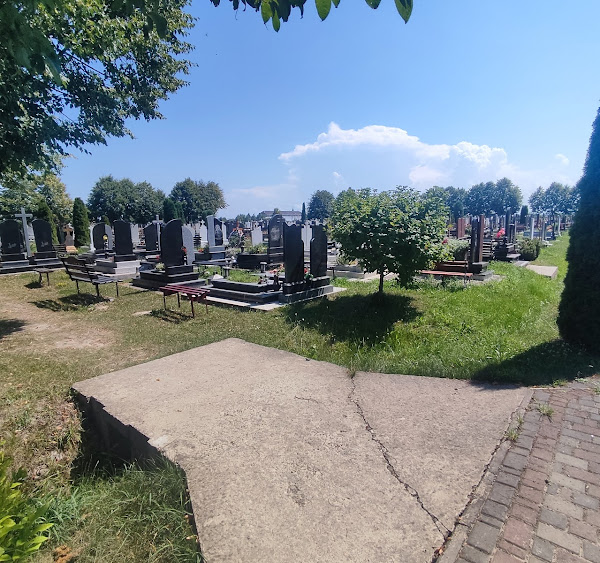
Радчанське кладовище
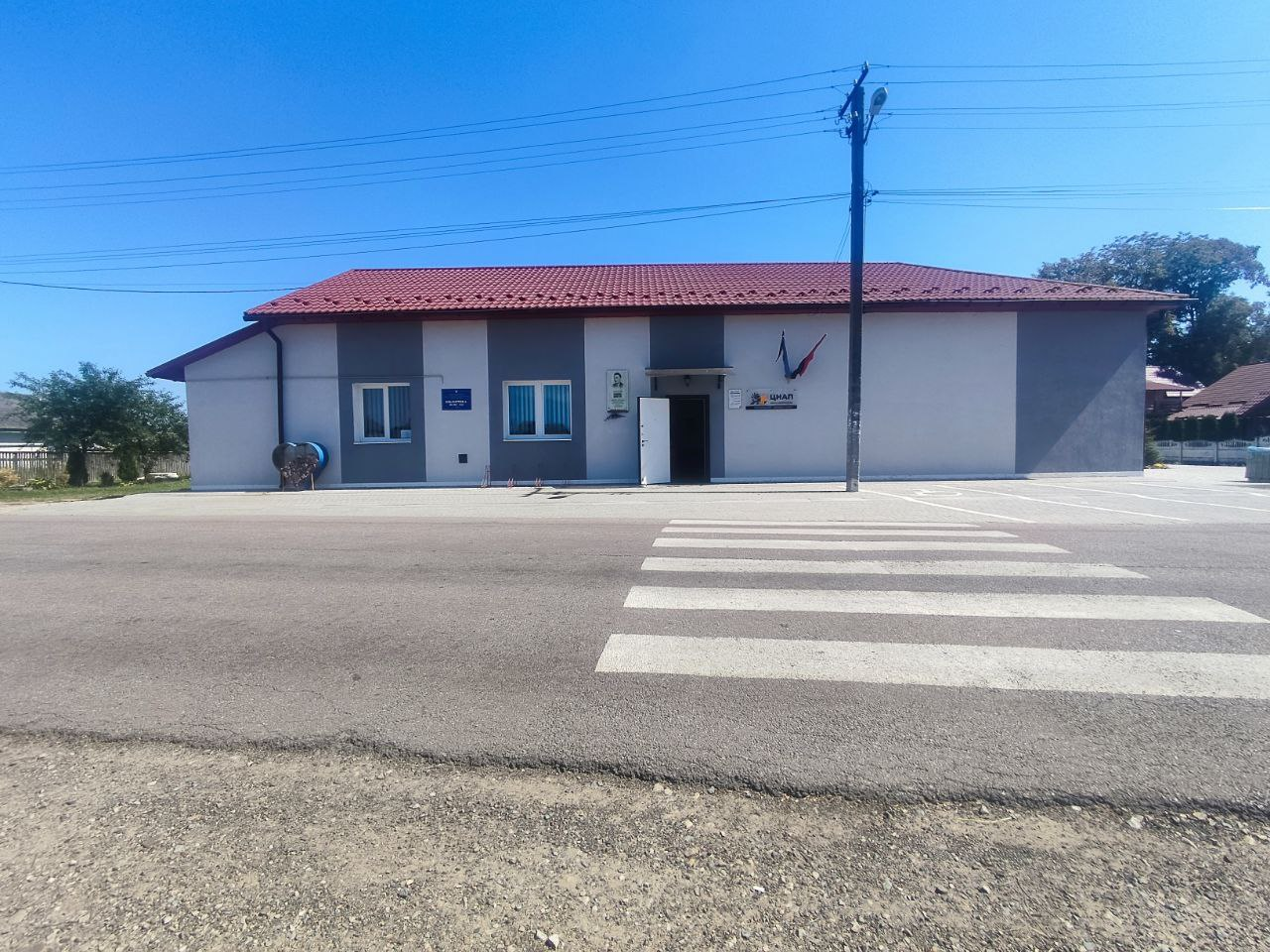
Будинок культури (ЦНАП, бібліотека, місцевий клуб)
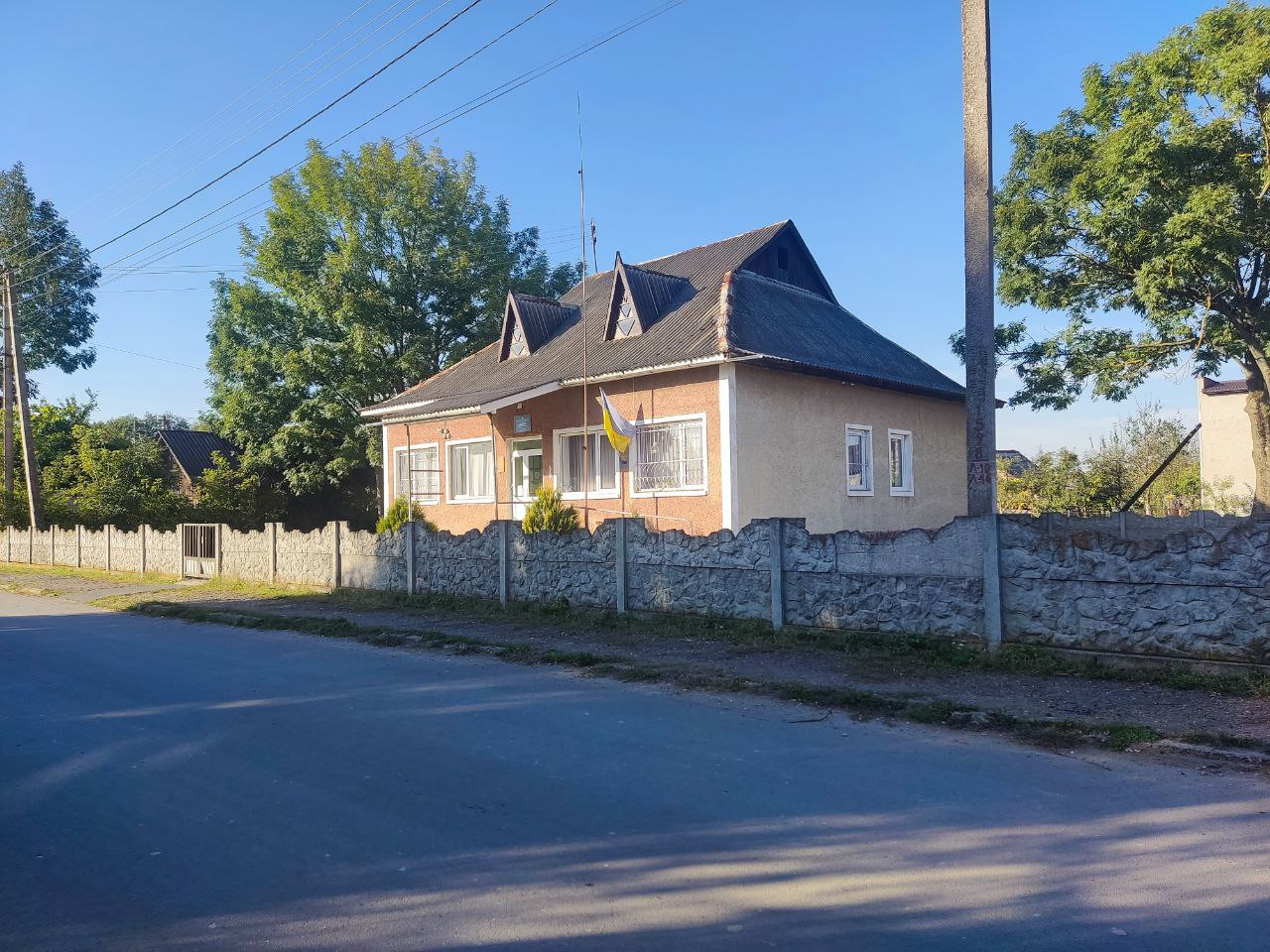
Амбулаторія загальної практики сімейної медицини (медпункт)
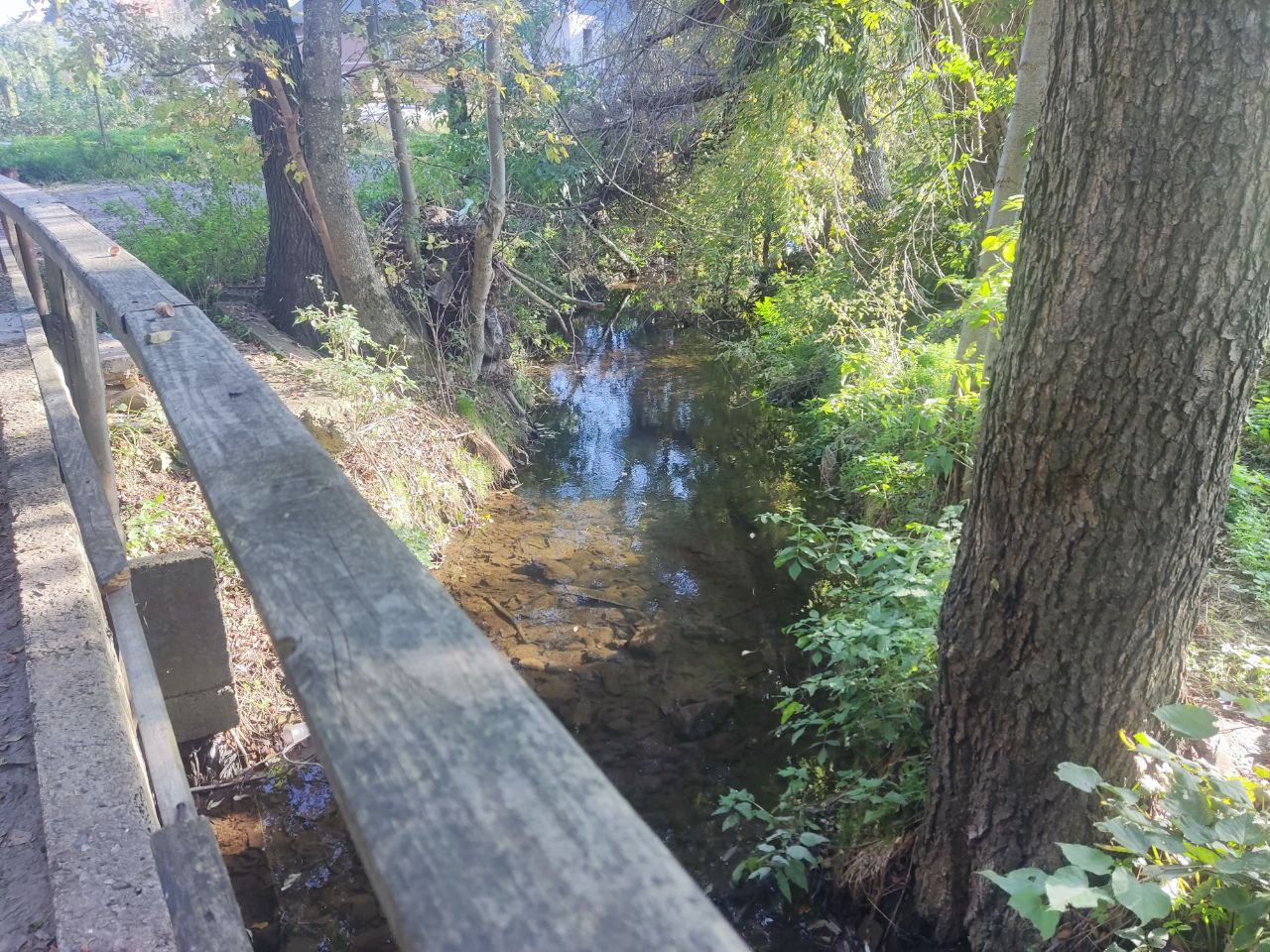
Річка Похівчанка

## Додаткові посилання
- Погода у Радчі
- Бриндзей І. — Радча. Івано-Франківськ: ЯРИНА, 2016 — ISBN 978-966-97589-4-1
- Радчанська сільська рада (наразі раду ліквідовано та перенесено у місцевий ЦНАП)
- Загальні відомості населеного пункту Радча
- Історія українських міст і сіл УРСР
- Попівський М. (1947). Українська РСР: Адміністративно-територіальний поділ: на 1 вересня 1946 року. Вид. перше (вид. Інформаційно-статистичний відділ при Секретаріаті Президії Верховної ради Української РСР). Київ: Українське вид-во політичної літератури. с. 510. Процитовано 22 грудня 2024.
- Географічний словник Королівства Польського та інших земель слов'янських, т.9, ст. 378 (пол.)

### Архівовано
- Місцева сторінка на сайті Верховної Ради України [Архівовано 6 березня 2019 у Wayback Machine.]
- Історія Радчі [Архівовано 13 вересня 2012 у Wayback Machine.]